# Michka Malie
Michka Malie (ou Micheka) est une localité du Cameroun située au sud du lac Tchad, dans le département du Logone-et-Chari et la Région de l'Extrême-Nord. Elle fait partie de la commune de Goulfey et du canton de Amdane. 

## Population
Lors du recensement de 2005, on y a dénombré 242 personnes.